# Sporormia pithyophila
Sporormia pithyophila är en svampart som beskrevs av Tengwall 1924. Sporormia pithyophila ingår i släktet Sporormia och familjen Sporormiaceae.   Inga underarter finns listade i Catalogue of Life.